# Amelia Shepherd
Amelia Frances Shepherd, M.D., F.A.C.S é uma personagem fictícia dos dramas médicos da ABC, Private Practice e Grey's Anatomy, interpretada pela atriz Caterina Scorsone. Em sua primeira aparição na terceira temporada de Private Practice, Amelia visita sua ex-cunhada, Addison Montgomery, e torna-se parceira do Oceanside Wellness Group (atual Seaside Health & Wellness Center). Depois que Private Practice terminou, Scorsone foi escala para décima temporada de Grey's Anatomy, antes de se tornar um membro regular na décima primeira temporada.
Scorsone participou como convidada especial em um episódio da sétima (2010-11) e oitava temporada (2011-12) de Grey's Anatomy, que ocorreu simultaneamente com a quarta (2010-11) e a quinta temporada (2011-12) de Private Practice, em 2010 e 2012. Depois que Private Practice terminou sua série de seis temporadas em janeiro de 2013, Scorsone retornou ao universo de Grey's Anatomy como membro recorrente nos quatro episódios finais da décima temporada em 2014. Ela foi promovida ao elenco regular para a décima primeira temporada (2014-15) e atua como membro principal do elenco desde então.
Amelia é a irmã mais nova de Derek Shepherd (Patrick Dempsey) e uma viciada em drogas em recuperação. Suas histórias em ambos os programas giram em torno de sua luta com a sobriedade, imprudência e sua ambição como neurocirurgiã. Scorsone faz parte do universo de Grey's há mais de dez anos, apareceu ainda como convidada no segundo spin-off de Grey's Anatomy, Station 19. A atriz é elogiada por críticos e fãs.

## História

### História de fundo
Amelia Shepherd é a irmã mais nova do Dr. Derek Shepherd e, como seu irmão, uma neurocirurgiã de classe mundial. Quando tinha 5 anos, ela e Derek testemunharam o assassinato do seu pai na sua loja de conveniência. Ela disse que depois disso seu mundo desmoronou e ela ficou em um "lugar escuro" por um longo tempo. Quando ela tinha 12 anos, era obcecada por unicórnios porque eles eram mágicos e podiam fazer grandes coisas. Tratava o seu falecido filho, Christopher, que nasceu sem cérebro e viveu apenas por 42 minutos, como "bebé unicórnio" porque ao doar os seus órgãos, ela saberia que ele iria fazer coisas mágicas ao salvar muitas vidas de outros bebés.
Durante a adolescência, ela era tão selvagem e fora de controle que ganhou o apelido de "Furacão Amelia". Para escapar de sua dor, ela começou a abusar de pílulas depois que uma amiga lhe ofereceu uma, e assim acabou viciando-se. Um dia ela bateu com carro de Derek enquanto estava chapada e quando ela chegou em casa, ela teve uma overdose e ficou morta por três minutos, até Derek salvar sua vida, o que o fez ficar com muita raiva dela. Essa experiência a levou a querer ficar sóbria, o que ela manteve por muitos anos.
Depois de se formar no topo de sua classe em Harvard e concluir sua residência cirúrgica no Hospital Johns Hopkins, ela chega a Los Angeles em um caso médico e decide ficar por lá depois de ser demitida de sua bolsa porque a famosa médica para quem trabalha afirmou não poder nada para salvar a vida da mulher em questão mas a Amelia pensou num plano que poderia funcionar, a sua chefe disse que não mas ouvindo o que Amelia estava a discutir como possível cirurgia, o marido da mulher grávida em questão quer que a cirurgia aconteça, a Amelia diz que sim, a sua chefe diz que não e despede-a. Amelia Shepherd faz a cirurgia com total sucesso.  
Ela pede um emprego para Naomi Bennett quando as duas clínicas se fundem. Ela conhece a Dra. Addison Montgomery há muitos anos e a vê, além de ex-cunhada, como uma amiga íntima e a quem diz ser mais próxima do que as suas biológicas irmãs (além de Meredith e Maggie, quando eventualmente se muda para Seattle para ser Chefe de Neurologia). Amelia acabou dormindo com o melhor amigo de Derek, Mark Sloan, seguindo os passos de sua irmã Nancy e de Addison.

### EmPrivate Practice
Amelia apareceu pela primeira vez na terceira temporada, porque está na equipa da chefe que foi chamada para consultar numa paciente em coma de Addison. A chefe de Amelia descartou qualquer plano de ação afirmando ao marido da paciente que não havia maneira de acordá-la do coma. Fora do quarto e quando a sua chefe já se preparava para sair, a Amelia apresentou um plano cirúrgico para acordar a paciente do coma, que não foi aprovado pela sua superior. O marido da paciente ouviu a conversa entre as duas e pediu que ela realizasse a cirurgia. A sua chefe recusou o plano da Amelia por não acreditar que funcionaria, e ao encorajar que fosse feito, Amelia acabou por ser despedida do emprego original. Acreditando que conseguia realizar a cirurgia, Amelia avança e a paciente acorda sem qualquer défice. Ela logo começa a passear pela Oceanside Wellness, irritando Addison um pouco com sua atitude de vida livre, mas também dando conselhos sobre o relacionamento de Addison com Sam Bennett. Amelia também foi a cirurgiã que operou Dell Parker após o acidente de carro. Quando a quarta temporada começa, Amelia reluta em visitar seu irmão, Derek, quando ele é baleado, mas Addison finalmente a encoraja a ir a Seattle para vê-lo. No caminho, Amelia tem um romance a bordo com um homem com um tumor no cérebro e o leva para o Seattle Grace Mercy West para uma cirurgia. Ela e Derek brigam constantemente durante a cirurgia, mas acabam resolvendo suas diferenças. Quando ela volta para Los Angeles, ela descobre que há uma fusão entre as duas clínicas. Amelia pergunta a Naomi Bennett se ela pode se tornar a nova neurocirurgiã da Ocean Wellness, um movimento que irrita Addison.
Quando Charlotte King é atacada e estuprada, Amelia sai com Cooper e Sam, mas depois de receber uma visita de Violet, ela vem em auxílio de Charlotte e confia a Charlotte sobre seu vício em medicamentos prescritos e álcool enquanto costura uma laceração no braço. Mais tarde, quando Cooper Freedman, bêbado, faz um movimento em Amelia, ela rejeita seus avanços e diz para ele voltar para casa, para sua noiva. Cooper finalmente conta a Charlotte sobre sua interação com Amelia e, embora Charlotte a confronte, elas continuam sendo boas amigas. Charlotte pede que Amelia seja sua dama de honra no episódio "Something Old, Something New". No final da temporada, no entanto, Amelia recai no vício e se recusa a obter a ajuda sugerida por Charlotte. Charlotte tenta intervir nas reuniões, mas Amelia as ignora. Mais tarde, Charlotte descobre que Amelia operou um paciente enquanto ela estava sob a influência e, como resultado, Charlotte revoga todos os seus privilégios cirúrgicos.
Amelia continua sua espiral descendente na estreia, ferindo-se em um bar caindo bêbada. Sheldon Wallace leva-a para o hospital, onde ela se sutura em privado para evitar Charlotte. Os dois descobrem mais tarde que Pete Wilder teve um ataque cardíaco e precisa de cirurgia. Além disso, Amelia opera no cérebro de Pete enquanto está sob a influência. Mais tarde, Amelia passa no teste do bafômetro, mas é vista bebendo sozinha em casa, no antigo condomínio de Addison. Uma amiga de Amelia com a doença de Huntington retorna da Itália e solicita a ajuda de Amelia no suicídio médico. Pete e Sheldon discordam da decisão de Amelia em ajudá-la. Mais tarde, Amelia e Pete discutem o passado de Pete quando ele revela que uma vez ajudou um paciente que estava morrendo. Mais tarde, Amelia inicia uma injeção de benzodiazepina na amiga, que tem uma reação adversa e pede para ser salva antes que ela pare de respirar; Amelia a leva para o hospital, onde Pete cuida de sua amiga. Pouco depois de descobrir que sua amiga havia completado seu próprio suicídio depois de ser resgatada, Amelia consome o que se acredita serem três pílulas OxyContin que ela tomou depois de descobrir o corpo da amiga.
Após a morte de sua amiga, Amelia fica bêbada com um homem que conhece chamado Ryan. Quando ela é pega por Addison usando drogas com Ryan, Addison a expulsa e eles se mudam para um hotel. Apesar dos pedidos de ajuda de suas amigas, Amelia começa a escrever prescrições para si mesma até ser pega por Charlotte, que revoga sua capacidade de escrever prescrições. Enquanto drogado, Ryan pede Amelia em casamento e ela aceita, dando a ele o relógio de seu pai. Logo depois, Addison e o resto dos médicos encenam uma intervenção para Amelia, mas ela resiste até Addison descobrir que deu o relógio a Ryan. Enquanto conta a história, Amelia a ataca e sai com Ryan. Mais tarde naquela noite, Ryan morre de overdose acidental. Eventualmente, Amelia é colocada em reabilitação, onde ela se recupera de seu vício com a ajuda de seus colegas de trabalho, principalmente Sheldon, na clínica. Além disso, Sheldon parece mostrar alguns sentimentos românticos em relação a Amelia, mas ela não deseja seguir um relacionamento romântico.
Na quinta temporada, depois de ser confrontada por Sheldon, Amelia admite que está grávida de 20 semanas do seu falecido noivo. No momento, ela está se debatendo se deve ou não manter a gravidez e, portanto, depende muito de Sheldon para aconselhamento. Amelia decide manter a gravidez, mas depois descobre que o seu filho nascerá com uma anencefalia (sem cérebro), resultando em seu desligamento emocional e afastando seus amigos. Ela finalmente decide continuar a gravidez e doar os órgãos de seu bebé quando ele morrer para que algo de bom possa vir de sua morte. No final da temporada, ela finalmente dá à luz seu filho anencéfalo com a ajuda de Addison e Jake. Durante o trabalho de parto, ela deseja ser deixada sozinha, temendo que, se alguém estivesse com ela, ela se desmoronaria e mostraria suas emoções. A certa altura, enquanto passava por uma contração dolorosa, ela pede que Jake a deixasse em paz, e quando ele se recusa, ela começa a chorar, deixando todos os seus medos à mostra. Além disso, enquanto ela está em trabalho de parto, Jake finalmente conta à clínica de seus planos de doação de órgãos, que dividem os médicos. Alguns acreditam que foi um ato corajoso, enquanto outros acreditam que foi assassinato. Sam é contra a doação de órgãos e se recusa a colher, mas depois de uma conversa com Amelia, ele finalmente muda de ideia. Quando chega a hora de empurrar, Addison ouve seus gritos do lado de fora da sala e entra. Quando o filho nasce, ela inicialmente não quer vê-lo nem abraçá-lo e deseja que sua cabeça seja coberta. Antes de levá-lo para a doação, ela decide segurar o filho, onde tira o boné da cabeça dele. Quando o bebé entra em dificuldades respiratórias nos braços, ela momentaneamente se rompe, desejando mais tempo, mas depois entrega o bebé à Addison para a doação. Suas últimas palavras para o filho são "Seu pai está esperando por você no céu. O nome dele é Ryan".
Na sexta temporada, ela fica noiva do Dr. James Peterson, um médico de emergência do Hospital St. Ambrose, mas ela termina seu noivado com ele quando ela se muda para Seattle para assumir o posto de Chefe de Neurocirurgia do Grey Sloan Memorial Hospital.

### EmGrey's Anatomy
Sua primeira aparição em Grey's Anatomy foi no terceiro episódio da sétima temporada, onde Amelia e Derek começaram a reconciliar suas diferenças, como parte de um crossover com Private Practice.
Ela retornou no décimo quinto episódio da oitava temporada, trabalhando em um caso neuro com Lexie Grey. Amelia discute com Derek mais uma vez em uma cirurgia, desta vez sobre a mãe do filho de Cooper, que tem um tumor no cérebro.
Na 10.ª temporada, quando Derek recebe um emprego do Presidente dos Estados Unidos, executando um projeto federal de pesquisa de mapeamento cerebral em Washington, DC, Amelia, tendo começado a ajudar no Hospital Memorial Grey-Sloan com alguns pacientes de Derek, assume seu cargo como a chefe de neuro-cirurgia, no hospital. Ela assim ganhou apelidos, como "Shepherdess" e "Lady Shepherd", de modo a diferenciá-la de Derek.
Na décima primeira temporada, ela se muda permanentemente para a casa do irmão e da cunhada. Inicialmente, ela é conhecida no Grey-Sloan em grande parte como a irmã mais nova de Derek e uma vez disse ao irmão que sentia que estava constantemente na sombra dele. Ela logo começa um relacionamento com Owen Hunt (Kevin McKidd), seu chefe, e admite a Derek que ela está se apaixonando por ele. No entanto, ela depois diz a Owen que foi um erro misturar suas vidas pessoais e profissionais. Após a morte de Derek e o "desaparecimento" de Meredith, ela se enterra no trabalho para se distrair. Por algum tempo, ela e Meredith ficaram afastadas, por conta das circunstâncias da morte de Derek, mas depois de ouvir a última mensagem telefônica que Derek gravou para Meredith, ela finalmente conseguiu deixar de lado a animosidade e estender a mão a Meredith. A meia-irmã de Meredith, Maggie, se muda para a casa delas, com Amelia rotulando o trio "Lady Chief Trifecta". Ela gradualmente faz amizade com os colegas de Meredith e é aceita em seu círculo.
No final da temporada doze, ela se casa com Owen Hunt. No entanto, o casamento é muito turbulento às vezes. Eles lutam para se adaptar à vida de casados, especialmente quando Owen diz a ela que ele quer filhos. Amelia, por sua vez, não quer filhos pois, não quer passar pelo trauma de outra gravidez já que ela perdeu seu primeiro filho (que Owen não sabe sobre). Isso força o casamento a um ponto em que ela se muda e o evita completamente. Durante o resto da temporada, ela se aproxima das duas irmãs e se concentra mais em seu trabalho, ignorando seu casamento estagnado.
Na décima quarta temporada, quando ela fez uma ressonância magnética como parte de um estudo realizado por Carina DeLuca sobre a atividade cerebral feminina durante um orgasmo, ela descobriu que tem um tumor cerebral. Seu antigo mentor Thomas Koracick o remove sem problemas, mas Amelia é forçada a recuar e reconsiderar como o tumor afetou suas escolhas de vida e personalidade. Ela e Owen acabam tendo um entendimento para terminar o casamento, com Amelia dizendo a ele que ele "se casou com o tumor", mas continuam sendo amigos. Mais tarde, ela ajuda Owen quando ele é escolhido como pai adotivo de um bebê e ela se relaciona com a mãe da criança, Betty, que é viciada em drogas. Amelia sente a obrigação de se tornar sua madrinha e os dois se mudam com Owen, para que possam ajudar Betty a manter sua sobriedade, permitindo que ela passe algum tempo com seu filho.
Na temporada 15, Amelia se aproxima do novo cirurgião ortopédico, Dr. Atticus Lincoln "Link", e logo eles começam um relacionamento amoroso. Ao decorrer da temporada, Amelia e Owen querem atodar Leo juntos, mas isso se torna complicado, uma vez que eles já não são mais casados e vivem em casas diferentes, isso coloca uma pequena tensão entre os dois, mas logo tudo se resolve pois, ao fim da temporada Amelia permite que Owen ganhe a guarda completa de Leo, pois ela percebe que Leo sempre foi o sonho do Owen, e que ela quer ser apenas a Tia Amelia.
No temporada 16, Amelia visita Carina DeLuca que começa a contar a Amelia sobre as mudanças em seu corpo e sobre sua gravidez. Amelia não entende o que está sendo implícito e diz que não está grávida, mas logo percebe que ela está realmente grávida do bebê de Link. Depois de dizer a Link que está grávida de seu bebê, Amelia explica como ela perdeu o filho na gravidez anterior e seus medos em relação a essa. Link se aproxima e diz que ele a apoiará, não importa o que ela decida fazer com a gravidez. O apoio que ele oferece faz com que Amelia decida ficar com o bebê, querendo criá-lo com Link. O casal se aproxima nos próximos episódios e admite que está se apaixonando. Amelia faz seu primeiro ultra-som e descobre por Carina que ela está com 24 semanas de gravidez e não 20 semanas, como eu achava. Amelia percebe que é possível que o pai biológico de seu bebê possa ser Owen, e não Link. Amelia diz a Link que eles estão tendo um bebê saudável, porém há uma chance de ele não ser o pai biológico, mas que ela está apaixonada por ele e quer estar com ele e criar o bebê com ele, independentemente da genética. Com essa revelação, Link pede um teste de paternidade para descobrir quem de fato é o pai, ele ou Owen. É revelado que Link realmente é o pai do bebê, que nasce no season finale da temporada.

## Desenvolvimento

### Casting e criação
Em 2010, foi anunciado que Scorsone se juntaria ao elenco da série de drama médico de Shonda Rhimes, Private Practice no papel recorrente de Amelia Shepherd, irmã de Derek Shepherd de Grey's Anatomy. Ela foi escalada depois que Eric Stoltz, que dirigia um dos episódios de Private Practice, ouviu sobre o papel de Amelia e lembrou que Scorsone havia trabalhado com ele em My Horrible Year! Ele a mencionou para Shonda Rhimes e comentou a semelhança que Scorsone tinha com Patrick Dempsey (o ator que interpreta Derek Shepherd). Em julho de 2010, Scorsone foi promovida para o elenco regular de Private Practice. Sua primeira aparição em Grey's Anatomy foi no terceiro episódio da sétima temporada, onde Amelia e Derek começaram a reconciliar suas diferenças.
Em março de 2014, Scorsone retornou a Grey's Anatomy, em sua décima temporada, após uma ausência de três anos como atriz convidada, onde ele desempenhou um papel recorrente. Em 23 de junho do mesmo ano, foi anunciado que ela foi promovida para o elenco regular de série para a décima primeira temporada do programa.

### Caracterização
É o que há de mais trágico neste episódio: ela passou por mais coisas em Private Practice do que qualquer humano poderia razoavelmente suportar. Ela sofreu tanta tragédia, desgosto e realmente tomou o longo e difícil caminho de volta à sobriedade e de volta a uma vida equilibrada. Agora, ela veio a Seattle nessas circunstâncias para prestar serviço, e finalmente está se provando a chefe da neuro e, em seguida, suas tragédias voltam a ignorá-la.

-Scorsone sobre o passado de sua personagem como viciada em drogas sendo exposta.
Em entrevista ao The Hollywood Reporter, Scorsone falou sobre o passado de Amelia como uma viciada sendo exposto no episódio da décima primeira temporada, "Could We Start Again, Please?" Ela elaborou mais, "Há o choque e a tristeza de ver que todo o trabalho que ela fez para construir essa nova vida em Seattle está sendo destruído, pois todo mundo está descobrindo seu passado de uma maneira que ela não controla. [...] Não é como se ela decidisse que está confortável em revelar sua história. [...] Isso foi tirado dela e exposto de uma maneira que ela não estava no controle e que ela não teria escolhido. É uma experiência bastante exposta e desapoderadora para ela."
Scorsone descreve Amelia como sendo "realmente intensa" e que exige "muita energia emocional para interpretá-la". Em relação à sua história da quinta temporada de Private Practice, Scorsone comentou sobre seu personagem problemático em 2011, "Sim, neste momento ela sofre emocional e quimicamente. Ela teve seus privilégios cirúrgicos revogados porque caiu da carroça. Então, eu exploro depressão, tristeza e abuso de substâncias. Eu acho - falando em querer ajudar as pessoas – Eu consigo articular e ilustrar para as pessoas como é a luta contra o abuso de substâncias e a saúde mental." "Poxa. Tudo o que fizemos na quinta temporada de Private Practice foi tão intenso e fresco. Eu acho que realmente nos aprofundamos na história do vício de uma maneira que educou tantas pessoas e deixou claro que o vício é uma doença e não uma falha moral. Toda a jornada de Amelia naquele ano foi tão rica e profunda."

Neste ponto, Amelia cresceu muito. Ela manteve sua sobriedade, tornou-se Chefe de Neurocirurgia, foi uma amiga incrível para todos que ela conhece e ajudou a criar um bebê e um adolescente que lutavam contra o vício. Seu amor se expandiu de muitas maneiras e ela tem os pés firmemente plantados no chão.

—Scorsone sobre o desenvolvimento de sua personagem na série.
A perda de seu filho recém-nascido em Private Practice transmite sua história para Grey's. Na décima terceira temporada, Amelia experimenta uma brecha com seu marido Owen Hunt, interpretada por Kevin McKidd. Caterina Scorsone se ofereceu para racionalizar os medos de Shepherd de ter outro filho, causando a brecha, apesar de Owen estar um pouco consciente da perda de seu filho primogênito. Ela disse, “...ele tem aceitado muito, mas esse é um trauma muito importante para Amelia e há algo sobre o trauma que vai além da lógica. Quando alguém sofreu um trauma grave, independentemente de você pensar objetivamente — "Sim, essa pessoa vai ser muito paciente e aceitar isso" — mas há algo na natureza do trauma em si que torna o que traumatizou a pessoa quase indizível. Acho que é isso que ela está vivenciando: até falar é se traumatizar de alguma maneira. Eu acho que essa é uma combinação poderosa de fatores [...] perfeitos na paralisia dela. Ela não quer decepcioná-lo, ela o ama tanto e também fica totalmente paralisada pelo medo e pelo trauma que sofreu em Los Angeles."
Na décima terceira temporada, Amelia passa por uma suposta gravidez. Em entrevista Scorsone diz que Amelia "está tão chocada com a reação dela quanto qualquer outra pessoa. Ela realmente estava tão empolgada, sinceramente, por ser esposa e mãe [...], e ficou muito séria quando disse a Owen que queria ter filhos. Ela queria recriar parte da origem de sua família — ela tinha uma grande família movimentada e foi ótimo antes de seu pai ser baleado e tudo ficar realmente triste. [...] Quando ela realmente pensou que estava grávida, eu acho que o fluxo de emoções, medo e pânico sobre o trauma que ela sofreu é um choque para ela como para qualquer outra pessoa. Ela nem sabe o que fazer com isso. Parte do motivo pelo qual ela está se distanciando um pouco de Owen é porque ela está tentando desesperadamente descobrir como afastar esses sentimentos, gerenciá-los e voltar ao feliz romance recém-casado que eles acabaram de começar. Ela realmente quer isso e seu trauma está sequestrando seus planos."
O casamento de Amelia e Owen chega ao fim devido à personalidade afetada de Amelia, por conta do tumor em seu cérebro. Em entrevista ao The Hollywood Reporter a atriz é questionada sobre o relacionamento de Amelia e Owen e sobre o tumor em seu cérebro:

"Uma das partes humilhantes é que ela não sabe quanto era ela e quanto era o tumor. Ela tem muito remorso por algumas das coisas que fez, pelas coisas que disse e pelas maneiras como as pessoas foram afetadas por seu comportamento. Essa foi uma experiência estranha, foi como ter um desmaio e sem saber o que ela fazia ou por que e quais partes eram racionais e quais não eram. Ela precisa ser interna e dar um passo atrás. Amelia sabe que Owen também tem o direito de fazer isso e realmente começa a avaliar as coisas: aqui estamos, pós-trauma, quem somos e o que resta?"Original (em inglês): — Caterina Scorsone (em inglês)
Na décima sexta temporada, Amelia descobre que está grávida novamente. Scorsone sentiu que Shepherd estava mais preparada agora que experimentara ser "mãe" de Leo e Betty nas duas temporadas anteriores, além de articular em voz alta a perda de seu filho Christopher. A décima sexta temporada vê Amelia em um lugar mais saudável e feliz. Scorsone sentiu que a personagem havia entrado em seu "eu autêntico", com sua carreira, comunidade e apoio das irmãs Meredith e Maggie, interpretadas por Ellen Pompeo e Kelly McCreary. Ela disse: "Ela não quer ou não precisa mais se perder em nada ou em ninguém" e que sua maternidade não depende do relacionamento com o novo namorado Link, interpretado por Chris Carmack. Scorsone também mencionou sua incerteza sobre o verdadeiro amor de Amelia por Link, possivelmente devido a hormônios da gravidez, mas disse que Amelia admirava seu compromisso de ter o filho, independentemente.

## Recepção
Em 2012 ela ganhou um Prism Award de Melhor Performance Feminina em uma Série Dramática por seu retrato dolorosamente preciso do abuso de substâncias. Tanner Transky da Entertainment Weekly sentiu que a aparição de Scorsone no episódio de crossover da oitava temporada de Grey's, "Have You Seen Me Lately?" foi um dos crossover mais fracos em seu programa original, mas elogiou a natureza "dramática" em sua seção em Private Practice, avaliando que "Para personagens que realmente não me importo muito, me importei ... um pouco". Ela também disse que Amelia "provou sua força", apesar dos "demônios em sua vida".